# 长流苏龙胆
长流苏龙胆（学名：Gentiana grata）为龙胆科龙胆属的植物。分布于缅甸以及中国大陆的云南、西藏等地，生长于海拔2,900米至4,050米的地区，常生于山坡草地以及高山沼泽草地，目前尚未由人工引种栽培。